# Глазовий Павло Прокопович
Павло Прокопович Глазовий (30 серпня 1922, Новоскелюватка, Казанківський район, Миколаївська область, Українська РСР, СРСР — 29 жовтня 2004, Київ, Україна) — український поет-гуморист і сатирик. Автор поеми «Слався, Вітчизно моя!», 13 книжок сатири та гумору, 8 книжок для дітей. Заслужений діяч мистецтв України.

## Життєпис
Народився 30 серпня 1922 року в селі Новоскелюватка (нині Казанківського району, Миколаївської області) в сім'ї хлібороба.
Вчився у Новомосковській педагогічній школі на Дніпропетровщині. Після закінчення педагогічної школи у 1940 році був призваний служити в армії. Учасник Другої світової війни.
Після війни навчався в Криворізькому педагогічному інституті, де його запримітив Остап Вишня. Письменник почав опікуватися подальшою долею талановитого юнака, подбав про те, щоб його перевели навчатися у Київ. 1950 року закінчив філологічний факультет Київського педагогічного інституту імені О. М. Горького.
У 1950–1961 роках — заступник головного редактора журналу «Перець», згодом заступник головного редактора журналу «Мистецтво». Був головним редактором журналу «Новини кіноекрану».

Могила Павла Глазового

Жив у Києві на вулиці Льва Толстого (нині вулиця Гетьмана Павла Скоропадського), 25. Помер на 83-му році життя 29 жовтня 2004 року. Похований разом з сином на Байковому кладовищі (ділянка № 49б, 50°25′2.90″ пн. ш. 30°30′3.50″ сх. д. / 50.4174722° пн. ш. 30.5009722° сх. д.).

## Твори

### Поеми
- «Слався, Вітчизно моя!» (1958)
- «Куміада» (1969)

### Поетичні збірки сатири та гумору
- «Великі цяці» (1956)
- «Карикатури з натури» (1963)
- «Коротко і ясно» (1965)
- «Щоб вам весело було» (1967)
- «Усмішки» (1971)
- «Смійтесь, друзі, на здоров'я» (1973)
- «Байки та усмішки» (1975)
- «Весела розмова»(1979)
- «Хай вам буде весело» (1981)
- «Сміхологія» (1982)
- «Вибрані усмішки» (1992)
- «Веселий світ і Чорна книга» (1996)
- збірка «Сміхослов» (1997)
- «Сміхологія, вибране» (2003)

- «Архетипи. Гумор. Сатира.» (2003)
- Видання за ініціативи сина поета Олекси у видавництві ФОП Стебеляк:
- «Сміхологія, видання третє доповнене» (2007)
- «Сміхологія, видання четверте» (2007)
- «Байкографія, видання третє» (2008)
- «Архетипи, видання друге» (2009)
- «Куміада. Для дітей і дорослих.» (2009)
- «Веселі гуморески» (2010)
- «Школярикам. Гуморески. Баєчки.» (2011)
- «Сміхологія» (2013)
- «Дорослі гуморески» (2013)
- «Про Пончика, Батончика та Білого Слоника. Славнийвоїн Печериця» (2013)
- «Сміхологія. Цеглина» (2022)

### Книжки для дітей
- «Пушок і Дружок» (1957) в співавторстві з Федором Маківчуком
- «Старі друзі» (1959), в співавторстві з Федором Маківчуком
- «Про відважного Барвінка та Коника-Дзвоника» (1958) — у співавторстві з Богданом Чалим
- «Іванець-Бігунець» (1963)
- «Як сторінка, то й картинка» (1964)
- «Про Сергійка-Нежалійка та клоуна Бобу» (1965)
- «Перченя» (1966)
- «Школярикам. Гуморески. Баєчки.» (2011)
- «Про Пончика, Батончика та Білого Слоника. Славний воїн Печериця» (2013)

### Інші твори
- Двомовний кум («Архетипи» 2009)
- Кум-президент («Архетипи»2009)
- Соловки, соловки…
- Ображена Сара
- Очманілий ребе
- Бородате чудо
- Клани і гетьмани
- Маланці
- Дядько їсти хоче
- Заморські гості
- Заноза
- Красотульки
- Кто шумєл?
- Мова величава
- Не в своїй тарілці
- Серед темної ночі
- Спілкування
- Турок
- Еволюція
- Найважча роль
- Похвала

### Автор тексту пісень до кінофільмів
- «Первый парень» (1958)
- «Штепсель женит Тарапуньку» (1957)

## Нагороди і відзнаки
|                                                |  |  |
| Пам'ятна монета НБУ присвячена Павлу Глазовому |  |  |

- Лауреат премії імені Остапа Вишні (1988; року за книжку «Сміхологія»);
- Перший лауреат премії імені Петра Сагайдачного (1996);
- Літературна премія імені Наталі Забіли;
- Орден «За заслуги» 3 ступеня (1997; за вагомий внесок в українську літературу);
- Почесне звання «Заслужений діяч мистецтв України»;
- Медаль Міжнародного доброчинного фонду «Українська хата» — «За доброчинність» (2012).
- Лауреат міжнародної Літературно-мистецької премії імені Пантелеймона Куліша за 2024 рік(посмертно).

## Вшанування пам'яті

Меморіальна дошка

У місті Білій Церкві створено Міжнародний благодійний фонд імені Павла Глазового.
8 листопада 2011 року в Києві, на будинку по вулиці Гетьмана Павла Скоропадського, 25, де з 1951 по 2004 рік жив і творив поет-гуморист, встановлено гранітну меморіальну дошку.
2016 року у місті Миколаїв вулицю Лазо перейменували на вулицю Павла Глазового.
2016 році у місті Кривий Ріг вулицю Балакіна перейменували на вулицю Павла Глазового.
28 грудня 2022 НБУ випустила пам'ятну монету присвячену Павлу Глазовому.
У місті Краматорськ вулицю Крилова перейменували на вулицю Павла Глазового.
22 червня 2023 року у місті Ірпінь вулицю Кошового перейменували на вулицю Павла Глазового.
18 січня 2024 року у місті Київ вулицю Григорія Онискевича перейменували на вулицю Павла Глазового.